# Konrad Huber
Konrad Walentin Huber (Helsinki, 4 novembre 1892 – Helsinki, 4 dicembre 1960) è stato un tiratore a volo finlandese.

## Palmarès

### Olimpiadi
- 2 medaglie:
  - 1 argento (Parigi 1924 nel tiro al piattello individuale)
  - 1 bronzo (Parigi 1924 nel tiro al piattello a squadre)